# Chrysemosa andresi
Chrysemosa andresi is een insect uit de familie van de gaasvliegen (Chrysopidae), die tot de orde netvleugeligen (Neuroptera) behoort. 
Chrysemosa andresi is voor het eerst wetenschappelijk beschreven door Navás in 1915.